# Kikötő (Cserihanna-album)
A KIKÖTŐ Cseri Hanna Júlia bábszínházi rendező és énekes-dalszerző első szólóalbuma, amit különböző streamingfelületeken 2023. április 28-án adott ki a Magneoton. Cseri Hannának cseRihannák néven korábban már volt egy együttese, majd annak feloszlását követően Cserihanna néven szólókarrierbe kezdett.
Több dal (a Zsiráfhát, a Bácsi, valamint a Ma se csináltam rohadtul semmit) már az album megjelenése előtt felkerült a YouTube videómegosztóra. Az énekes elmondása szerint az album egy felkérés miatt született, mivel ő „nem az a hivatásos zenész”. A dalok az énekes személyiségét és hétköznapi nehézségeit adják vissza, valamint szélesebb tömegeket érintő problémákat vetnek fel. A dalokban megjelenik a líraiság és az önirónia is, valamint komolyabb kérdésekre is próbálnak választ adni.
A Mayer Zolika című dal egy megtörtént eseményt dolgoz fel rap formájában. A Bácsi Puzsér Róbert szerint több érintett személyre nézve is sértő, de miután felfedezte az iróniát, elnézést kért az énekesnőtől. A Vaugli című dalt Cseri Hanna kutyája ihlette.
Az album felvétele 2022-ben kezdődött. Az akusztikus gitárra felénekelt dalokat Kövér Kristóf hangszerelte és keverte. A lemezbemutató koncertre 2023. május 19-én került sor a budapesti Turbina Kulturális Központban.

## Számlista
| 1.    | Prelude                         | 0:31 |
| 2.    | Akinek én sok vagyok            | 2:11 |
| 3.    | Oxigén                          | 3:00 |
| 4.    | Mayer Zolika                    | 2:58 |
| 5.    | Bácsi                           | 3:25 |
| 6.    | Idegen autók/Rémálom            | 4:19 |
| 7.    | Őrült nő                        | 2:27 |
| 8.    | Kikötő                          | 3:05 |
| 9.    | Ma se csináltam rohadtul semmit | 2:19 |
| 10.   | Zsiráfhát                       | 3:12 |
| 11.   | Színes panelházak               | 3:30 |
| 12.   | Pánick                          | 1:52 |
| 13.   | Fordulok kettőt                 | 3:06 |
| 14.   | Vaugli                          | 1:41 |
| 37:36 |                                 |      |